# Marcel Colombier
Marcel Colombier (рус. Марсель Коломбье) — французское музыкальное издательство, существовавшее с 1862 года по (приблизительно) 1882 год.
Среди изданных им произведений — ранние сочинения Сарасате, «Школа игры на фортепиано» Феликса Дюмона.
Это издательство не следует путать с издательством Жана Коломбье, существовавшим в 1838—1892 годах.